# Agence bibliographique de l'enseignement supérieur
L'Agence bibliographique de l'enseignement supérieur (Abes) est un établissement public à caractère administratif (EPA) situé à Montpellier. Sous tutelle du Ministère de l'Enseignement Supérieur et de la Recherche (MESR), elle a été créée en 1994 par décret interministériel pour mettre en œuvre le Sudoc - Système Universitaire de Documentation. L'Abes joue un rôle important, par ses actions de mutualisation, auprès de toutes les bibliothèques universitaires et de recherche françaises. Elle édite depuis 1995 une revue professionnelle, Arabesques consultable en ligne sur la plate-forme Prairial. 

## Présentation de la structure
Selon les termes du décret de création de l'agence (no 94-921 du 24 octobre 1994) :

« l’Abes recense et localise les fonds documentaires des bibliothèques de l’enseignement supérieur dans le but de faciliter l’accès aux catalogues bibliographiques, aux bases de données ainsi qu'aux documents. Elle assure la coordination du traitement documentaire des collections et veille en particulier à la normalisation du catalogage et de l'indexation. Elle assure la gestion et le développement des systèmes et des applications informatiques nécessaires à l'accomplissement de ces missions. Elle édite sur tout type de support les produits dérivés des catalogues ou systèmes d'information dont elle assure la gestion. Elle apporte son concours, le cas échéant, aux établissements d'enseignement supérieur dans le domaine de l'information bibliographique. Elle coopère avec les organismes concourant aux mêmes fins, tant en France qu'à l'étranger. »

### Organisation
Depuis la création de l'agence, les équipes ont été renforcées. En 2025, 82 personnes travaillent à l'Abes dans les domaines informatique, bibliothéconomique, administratif et financier.
Consulter son organigramme
La gouvernance de l'Abes est confiée à un conseil d'administration.

### La direction de l'Abes
Historique des nominations :
- 1994-1997 : Maggy Pézeril
- 1998-2001 : Suzanne Santiago
- 2001-2005 : Sabine Barral
- 2006-2013 : Raymond Bérard
- 2013-2016 : Jérôme Kalfon
- 2016-2022 : David Aymonin[5]
- 2022- (en cours) : Nicolas Morin

## Le Sudoc, des données et un catalogue
Depuis sa création, l’Abes gère le Système universitaire de documentation (Sudoc), base de données bibliographiques produites collectivement par les professionnels des bibliothèques de l'ESR. Les données Sudoc alimentent les systèmes de gestion de bibliothèques (SGB) des établissements documentaires membres des réseaux Sudoc et Sudoc PS et bénéficient également de nombreux réservoirs et services documentaires.
Pour une réutilisation optimale, l'ensemble des données administrées par l'Abes sont - sauf restriction - sous licence libre (Etalab ou CC0).
Le catalogue Sudoc public comporte plus de 15 millions de références bibliographiques, reflet des collections disponibles dans les bibliothèques de l'ESR. Outil indispensable pour les recherches bibliographiques à la disposition des étudiants, enseignants et chercheurs, on y trouve les notices bibliographiques, notices d'autorité et descriptions détaillées :
- des documents (livres, actes de colloques, films, affiches…) disponibles dans les 1 600 bibliothèques du réseau Sudoc
- des ressources continues imprimées (revues, journaux, périodiques…) disponibles dans les 3 400 bibliothèques du réseau Sudoc PS
- des thèses de doctorat soutenues en France depuis 1981
- des ressources électroniques (bouquets de revues, ressources ISTEX et CollEx-Persée[7] acquises sous licence nationale)
- des auteurs et collectivités (notices d'autorité) liés aux publications
- des bibliothèques et centres de ressources membres des réseaux Sudoc et Sudoc PS (notices RCR).

Le catalogue Sudoc est utilisé pour la rédaction des bibliographies (exports bibliographiques), la localisation d'ouvrages, la fourniture de documents dans le cadre du prêt entre bibliothèques (PEB).

## Mutualisation au service de l'enseignement supérieur et la recherche (ESR)
Dans le cadre de sa mission de production collaborative de métadonnées bibliographiques, l’Abes a développé de nombreux outils et services de mutualisation au profit des bibliothèques de l'ESR :
- signalement des thèses de doctorat : applications professionnelles pour la production des métadonnées, l'archivage et la valorisation des thèses au format numérique (STAR - Signalement des Thèses et Archivage / STEP - Signalement des Thèses en Préparation) ; theses.fr[9], moteur de recherche dédié aux thèses de doctorat soutenues depuis 1985 [10] et en préparation dans les écoles doctorales françaises
- archives et manuscrits de l'ESR : Calames - Catalogue en ligne des archives et des manuscrits de l'enseignement supérieur pour les recherches documentaires au sein des collections d'archives et manuscrits des établissements de l'ESR[11]. En tant qu'outil de catalogage, Calames permet l'encodage des données au format EAD, dédié aux documents archivistiques[12]
- IdRef - Identifiants et Référentiels[13]: gamme d'outils pour la production, l'enrichissement, la consultation et la réutilisation des notices d'autorité (auteurs, collectivités) produites par et pour les bibliothèques de l'ESR
- BACON - Base de Connaissance Nationale[14] : les métadonnées de bouquets de ressources numériques acquises par et pour les établissements de l'ESR sont mises à disposition dans un format adapté (fichiers KBart) à la réutilisation par les outils de découverte
- soutien financier : conversions et catalogage rétrospectifs ; soutien aux Plans de Conservation Partagée des Périodiques (PCPP) ; portage des groupements de commande de bouquets de ressources électroniques négociées par le consortium Couperin[15] ; accord cadre pour le marché national d'acquisition d'un Système de Gestion de Bibliothèques mutualisé (SGBm)[16].

Dans le cadre du programme ISTEX, l'Abes a assuré les négociations auprès des éditeurs scientifiques pour l'acquisition d'archives numériques, sous forme de licences nationales, accessibles via la plate-forme ISTEXdéveloppée par l'INIST-CNRS.
Depuis 2020, l'Abes poursuit l'activité d'acquisition de ressources électroniques sous licence nationale dans le cadre du programme national CollEx-Persée.

## Réseaux de production de métadonnées
L'Abes anime plusieurs réseaux de production de métadonnées, spécifiques en fonction des types de documents. Pour ce faire, l'Agence s'appuie sur un réseau d'environ 1 400 correspondants qui bénéficient d'un accompagnement et de formations spécialisées.
| Réseaux                          | Nombre d'établissements membres |
| -------------------------------- | --- |
| Sudoc                            | 163 établissements documentaires de l'ESR (soit 1 536 bibliothèques) |
| Sudoc PS - Publications en Série | 32 centres du Réseau Sudoc PS organisant l'activité de 3 982 bibliothèques, dont : • 1 536 bibliothèques membres du réseau Sudoc • 1 542 bibliothèques ne relevant pas de l'ESR           |
| Supeb - Prêt-entre-Bibliothèques | 336 bibliothèques relevant de l'ESR 9 grandes bibliothèques étrangères |
| Calames                          | 63 établissements documentaires à vocation patrimoniale |
| Thèses - STAR                    | 97 établissements habilités à délivrer le doctorat (53 universités, 19 écoles, 11 instituts ou organismes de recherche, 2 grands établissements, 5 ComUe, 7 établissements expérimentaux) |
| Thèses - STEP                    | 87 établissements habilités à délivrer le doctorat (49 universités, 26 grandes écoles et instituts, 5 ComUe, 7 établissements expérimentaux)                                              |